# Sandy Mosse
Sanford Mosse, (auch Sandy Mosse) (* 29. Mai 1929 in Detroit; † 1. Juli 1983 in Amsterdam, NL) war ein US-amerikanischer Tenorsaxophonist des Swing und des Modern Jazz.

## Leben und Wirken
Sandy Mosse war zunächst in Detroiter Orchestern engagiert. 1951 bis 1953 hielt er sich in Paris auf und spielte dort mit Henri Renauds All Stars, Wallace Bishop und anderen Formationen. Nach seiner Rückkehr in die USA arbeitete er in Chicago mit Chubby Jackson und Bill Russo, als Gastmusiker auch in den Big Bands von Woody Herman 1953, Maynard Ferguson 1956, Buddy Rich 1956 und Ray Eberle 1959.
Außerdem nahm Sandy Mosse Platten mit Cy Touff, James Moody sowie unter eigenem Namen auf.

## Auswahldiskographie
- Sandy Mosse Quartet: Relaxin' with the Sandy Mosse Quartet (Argo/Fresh Sound, 1956) mit Junior Mance, Bob Cranshaw, Marty Clausen
- Henri Renaud: New Sound At The Boeuf Sur le Toit (Blue Star/Fresh Sound Records, 1952), Trio, Sextet and All Stars (Vogue 1953–55), Zoot Sims And Henri Renaud (Emarcy, 1952–56)
- Cy Touff: Touff Asignement (Argo/Fresh Sound, 1956)